# تپه خارابالار آلماچوان
تپه خارابالار آلماچوان مربوط به هزاره اول قبل از میلاد - سده‌های میانه دوران‌های تاریخی پس از اسلام است و در شهرستان مراغه، بخش سراجو، دهستان سراجوی شرقی، روستای آلما چوان واقع شده و این اثر در تاریخ ۲۵ آبان ۱۳۸۷ با شمارهٔ ثبت ۲۳۶۳۰ به‌عنوان یکی از آثار ملی ایران به ثبت رسیده است 
این تپه در گذشته به عنوان مکان سکونت کاربری داشته و از زیر خاک ها یک عقاب طلایی یافت شده بوده که متأسفانه در گذشته توسط برخی از اهالی روستا ربوده شده و فروخته شده است.
این روستا با عظمت آقایه علی صفر دوست با لقب هایه فراوان از جمله آت علی علی بوفالو و غیره نگه داشته است